# Hozsianna

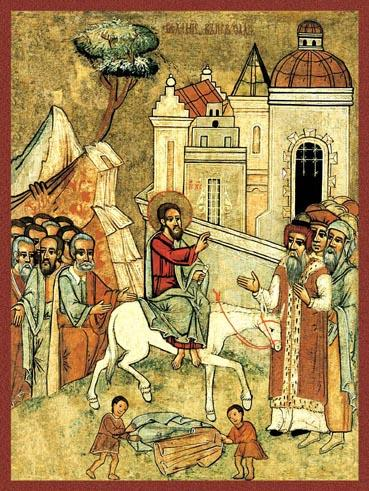
Jézus bevonul Jeruzsálembe

A Hozsianna szó a héber הוֹשִׁיעָה־נָּא, hosia-na szóból ered, és azt jelenti, hogy „ó, segíts!” vagy „ments meg!” A héber kifejezés a הוֹשִׁיע hosia megment, megtart és az emfatikus héber נָא na megerősítő szócskából származik.
A hosianna királyok (2. Sámuel 14:4; 2. Királyok könyve 6:26) vagy Isten és különösen a várva várt Messiás felé hangzó kérés, zsidó imádság (Zsoltárok könyve 118:25). Keresztény (keresztyén) használata az evangéliumokból ered. Az evangéliumokban Máté 21:9,15-ben és a párhuzamos helyeken fordul elő, ahol a Messiásnak szóló üdvözlésként használják.
A szónak több magyarosított változata is létezik: a hozsanna (hozsánna) és a hozsianna (illetve hozsiánna).
Mind a négy evangéliumban olvashatjuk a beszámolót arról, hogy Jézus szamárháton lovagolva bevonul Jeruzsálembe, a nép üdvrivalgással fogadja és hozsannát kiáltozik (Máté 21:1–11, Márk 11:1–10, Lukács 19:29–38, János 12:12–19). Ez mindössze pár nappal azelőtt történt, hogy Jézust keresztre feszítik. Ennek az eseménynek a megemlékezésére tartják meg a virágvasárnapot a keresztény egyházakban.

## Liturgiai használata

### A judaizmusban
A Hosana (הושענא) a zsidó liturgiában különösen a Hosana istentiszteletre utalva használatos, amelyet az ima ciklusából kiválasztva, annak csak egy részét éneklik el minden reggel, a Szukkót, a Lombsátrak ünnepe ideje alatt. Az egész imaciklust az ünnep hetedik napján szokták elénekelni, amelyet Hosana Rabbah-nak (הושענא רבא, „Nagy Hosanna”-nak) hívnak.

### A kereszténységben
Hosanna a (görög átírásban: ὡσαννά, hōsanna) a dicséret és az imádás felkiáltásaként Jézus Messiás voltának az elismerése volt Jeruzsálembe történt bevonulásakor: „Hozsánna a Dávid fiának! Áldott, aki jő az Úrnak nevében! Hozsánna a magasságban!” (Máté 21:9,15 | Márk 11:9-10 | János 12:13 – a Károli fordítás szerint). Az evangéliumokban az ünneplő tömeg felkiáltásaiban egyenes idézetként jelenik meg a 118. Zsoltár 25. verse.
A keresztény (keresztyén) tradíció szerint a Máté 21. része alapján úgy értelmezték, hogy Jézus az Üdvözítő, a Megváltó, a Megmentő, a Szabadító, mivel Jézus nevének (héberül יְשׁוּעַ Jesua) szótöve a megment (ישׁע) szóhoz kapcsolódik. (Lásd erre az utalást Máté 1:21,22-ben: „Szülj pedig fiat, és nevezd annak nevét Jézusnak, mert ő szabadítja meg az ő népét annak bűneiből.”
Úgy tűnik, hogy a „Hozsiánna” nagy általánosságban a megváltás utáni kiáltás, ugyanakkor a dicséret kifejezése. Ezért leszögezhetjük, hogy a hozsánna alapvetően pozitív tartalmat hordoz magában. A keresztény szóhasználatban ugyanúgy használatos ma is.
A hozsiánna szó előfordul általánosan keresztény (keresztyén) énekekben is. A szó latin formájában „Osanna in excelsis” (Hozsánna a magasságban) megjelenik a latin misében is, mind a Sanctus (Szent vagy), mind a Benedictus (Áldás) után is.

## A szó modern használata
Számos Hozsánna / Hozsianna éneket és zenedarabot komponáltak az évszázadok folyamán. Többek között Orlando Gibbons angol zeneszerző és orgonista (1583–1625) Hozsánna a Dávid Fiának (Hosanna to the Son of David) címmel írt gyönyörű madrigált.
Henry Purcell (1659–1695) angol barokk zeneszerző és orgonista Hosanna To The Highest (Hozsánna a magasságban) címmel írt vokális szerzeményt.
A Hozsánna Himnusz (Hosanna Anthem) a Cseh Testvérek (manapság Moráviai Egyház – Moravian Church) herrnhuti közösségének köreiben Christian Gregor püspök által 1765-ben írt ének. A mai napig használatos Advent első vasárnapján és virágvasárnapon templomi közös énekként; sokak szerint (akik éneklik ezt az éneket) nincs igazi Advent, sem igazi virágvasárnap ezen ének nélkül.
A skandináv országokban a legismertebb Hozsianna ének (svédül Hosianna, illetve finnül Hoosianna) Advent első vasárnapján kerül eléneklésre Skandinávia templomaiban. Ez benne van mind a finn és a svéd, mind a norvég evangélikus énekeskönyvben is. Az ének szerzője a német katolikus Georg Joseph Vogler apát (1749–1814) volt, aki zongoristaként és orgonistaként is működött, ezen kívül zeneszerzéssel is foglalkozott. 1786–1807 a svéd királyi udvar karmestereként dolgozott, ez idő alatt szerezte híres Hosianna, Davids son énekét Stockholmban.

## Külső hivatkozások
- Henry Purcell: Hozsánna a magasságban éneke (meghallgathatóan) Archiválva 2015. április 2-i dátummal a Wayback Machine-ben
- Georg Joseph Vogler Hosianna, Davids son (Hozsianna Dávid fiának) szerzeménye zenekari előadásban
- Hozsánna a Moráviai Egyház Főiskolája kórusának (The Moravian College Choir) koncertjén 2009-ben, az USA-ban
- Hosianna dem Sohne David (Hozsianna Dávid fiának) – A Békés Megyei Szimfonikus Zenekar és az Eszterházi Pál Katolikus Énekkar előadása a gyömrői Teleki-kastély kertjében, 2009-ben. Vezényel: Somogyi-Tóth Dániel
- Hozsianna – egy svéd kórus a Berlaymont-épületben, Brüsszelben, 2010. december 15-én énekli a Hozsiannát (Belgium)
- Hozsianna Dávid fiának (Hosianna, Davids son) – Gardeskapellet, a Svéd Hadsereg Fúvósegyüttese a svéd tévé karácsonyi koncertjén 2009. december 16-án (Svédország)
- A Chanticleer a capella férfikórusa előadja Orlando Gibbons Hozsánna a Dávid Fiának (Hosanna to the Son of David) c. szerzeményét (USA)
- Hozsianna (Hoosianna (G. J. Vogler)) – Vocaloid Choir (Finnország)
- Hozsianna a Porvoo-i evangélikus templomban 2008. adventjén (Finnország)
- Hozsianna – a tapiolai egyesített iskola kórusa és a karácsonyi evangélium felolvasása (külföldi útjukon)
- Hozsánna a Dávid Fiának – a Dordt-i Főiskola Koncertkórusa (Dordt College Concert Choir) 2009. évi tavaszi koncertkörútján, Dr. Benjamin Kornelis vezetése alatt Hollandiában
- Hozsánna, hangos hozsánna (Hosanna, Loud Hosanna, Jeannette Threlfall éneke, 1873-ból) – John Hong himnusz-improvizációja
- Hozsánna, hangos hozsánna (Hosanna, Loud Hosanna) – virágvasárnapi képek Hozsánna-ének kíséretében
- Hozsianna, Georg Friedrich Händel Tochter Zion freue dich (Sion leánya, örvendezz) énekszövegében Marshall & Alexander előadásában (németül) a Wallfahrtskirche St. Peter & Paul-templomban Steinhausenban, Felső-Bajorországban (Németország)